# Latrodectus katipo
A Latrodectus katipo, conhecida popularmente como como katipo, é uma espécie de aranha nativa da Nova Zelândia, em perigo de extinção. É uma das muitas espécies do gênero Latrodectus, como a Latrodectus hasseltii e a viúva-negra-norte-americana. A espécie é venenosa para humanos, capaz de dar uma mordida potencialmente perigosa. É uma aranha de tamanho pequeno a médio, com a fêmea tendo um corpo redondo, preto ou marrom, do tamanho de uma ervilha. As fêmeas de katipo vermelhas, encontradas na Ilha Sul e na metade inferior da Ilha Norte, são sempre pretas, e seu abdômen tem uma faixa vermelha distinta com bordas brancas. Nas fêmeas de katipo pretas encontradas na metade superior da Ilha Norte, essa faixa está ausente, pálida, amarela ou substituída por manchas de cor creme. Essas duas formas eram anteriormente consideradas espécies separadas. O macho é muito menor do que a fêmea e tem aparência bem diferente: branco com listras pretas e marcações vermelhas em forma de diamante. As aranhas katipo são encontradas principalmente vivendo em dunas de areia próximas à costa. Elas são encontradas na maior parte da costa da Nova Zelândia, exceto no extremo sul e oeste. Alimentam-se principalmente de insetos que vivem no solo, capturados em uma teia irregular emaranhada entre as plantas das dunas ou outros detritos.
Após o acasalamento em agosto ou setembro, a fêmea produz cinco ou seis sacos de ovos em novembro ou dezembro. Os filhotes eclodem em janeiro e fevereiro e se dispersam pelas plantas ao redor. Devido à perda de habitat e à colonização de seu habitat natural por outras aranhas exóticas, a espécie está ameaçada de extinção.
Uma picada de katipo produz a síndrome tóxica do latrodectismo [en]; os sintomas incluem dor extrema e, possivelmente, hipertensão, crise epiléptica ou coma. As mordidas são raras, há um antiveneno [en] disponível e nenhuma morte foi registrada desde 1923. A katipo é particularmente notável na Nova Zelândia, pois o país é quase totalmente desprovido de vida selvagem nativa perigosa; esse status único significa que a aranha é bem conhecida, apesar de ser raramente vista.

## Taxonomia
Embora a 'kātĕpo' tenha sido relatada à Linnean Society já em 1855, a aranha foi formalmente descrita como Latrodectus katipo por L. Powell em 1870. As aranhas do gênero Latrodectus têm uma distribuição mundial e incluem todas as aranhas viúvas-negras comumente conhecidas: a aranha viúva-negra-norte-americana (Latrodectus mactans), a viúva-marrom (Latrodectus geometricus) e a viúva-negra-europeia (Latrodectus tredecimguttatus [en]). O parente mais próximo da katipo é a aranha Latrodectus hasseltii. Anteriormente, acreditava-se que a Latrodectus katipo e a L. atritus (katipo preta) eram duas espécies separadas, mas pesquisas mostraram que elas são uma única espécie, a L. katipo, com variação de cor que é clinal ao longo da latitude e correlacionada com a temperatura média anual. A katipo está tão intimamente relacionada à Latrodectus hasseltii que, em um determinado momento, foi considerada uma subespécie, com o nome proposto Latrodectus hasseltii katipo. Pesquisas posteriores mostraram que a katipo é distinta da Latrodectus hasseltii, com pequenas diferenças estruturais e diferenças marcantes na preferência de habitat, e continua sendo uma espécie distinta. A família Theridiidae tem um grande número de espécies na Nova Zelândia e em todo o mundo.
O nome comum katipō (singular e plural), muitas vezes grafado como “katipo”, vem da palavra maori para “ferrão noturno”, derivada das palavras kakati (picar) e pō (a noite). Aparentemente, esse nome foi dado à espécie devido à crença maori de que as aranhas picam à noite. Outros nomes comuns incluem katipo vermelha e katipo preta.

## Descrição
A katipo é uma aranha de tamanho pequeno a médio. A fêmea adulta tem um tamanho corporal de cerca de 8 milímetros com uma extensão de perna de até 32 milímetros. A fêmea da katipo vermelha, encontrada na Ilha Sul e na parte inferior da Ilha Norte, tem um grande abdômen globular preto, aproximadamente do tamanho de uma ervilha de jardim, com pernas finas e uma faixa laranja ou vermelha com bordas brancas no dorso, que vai da superfície superior do abdômen até as fieiras. O abdômen preto aveludado escuro é descrito como acetinado ou sedoso na aparência, em vez de brilhante. A parte inferior do abdome é preta e tem uma mancha vermelha ou uma marcação parcial vermelha em forma de ampulheta. As pernas são principalmente pretas, com as extremidades mudando para marrom. A fêmea da katipo preta, encontrada na parte superior da Ilha Norte, não tem uma faixa vermelha na parte superior do corpo e a coloração abdominal é geralmente mais clara, mas, por outro lado, tem aparência muito semelhante à da katipo vermelha. O padrão de ampulheta na parte inferior do abdômen também pode ser menos distinto, perdendo a seção do meio, e pode até mesmo estar ausente. Também existem variações em que o abdômen, o cefalotórax ou o corpo inteiro é marrom, às vezes com uma faixa vermelha ou amarela opaca, ou manchas de cor creme na parte superior. Essas diferentes formas foram consideradas espécies diferentes, mas um estudo de 2008 demonstrou que eram diferentes morfos da mesma espécie.

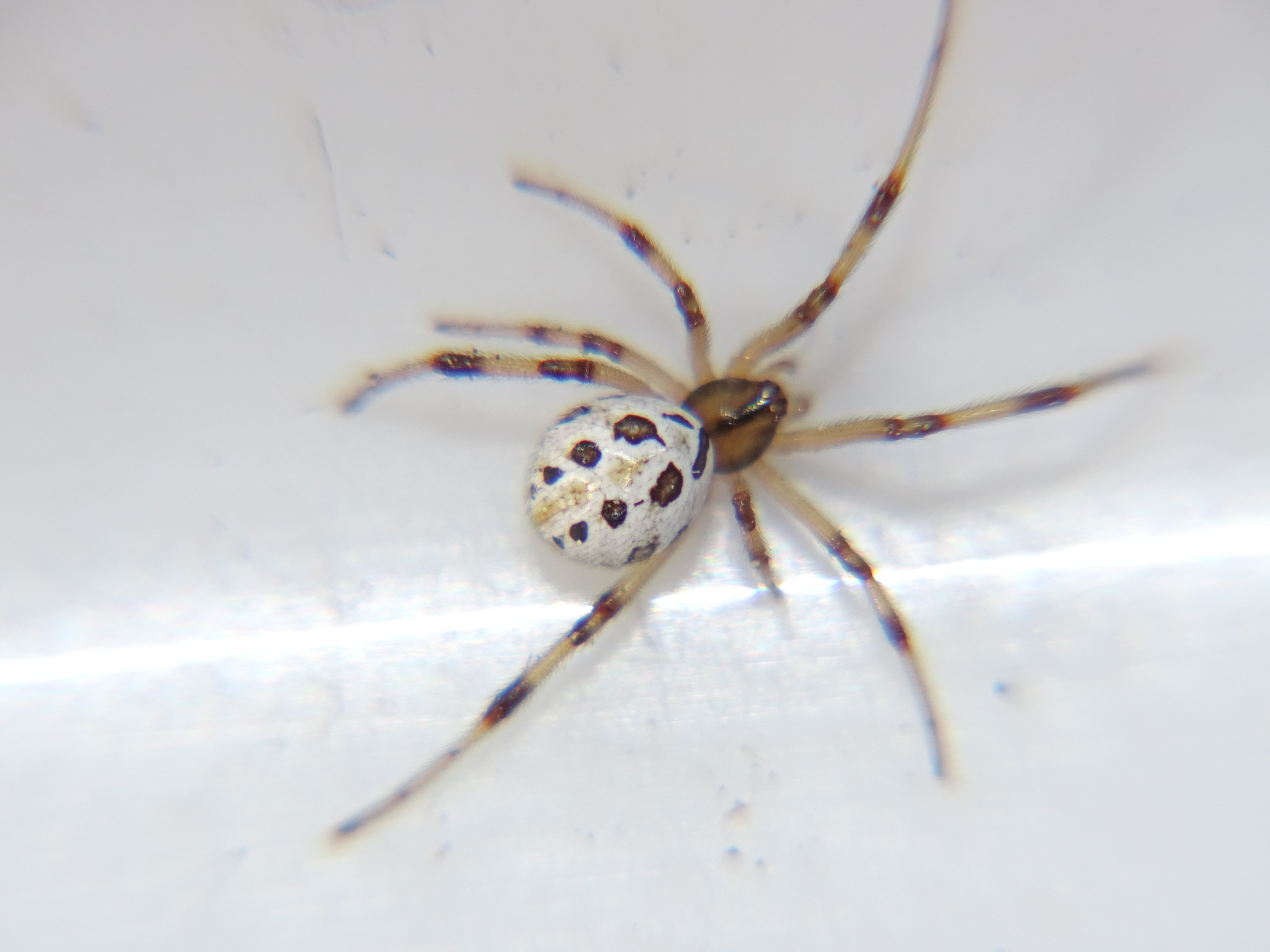
Katipo filhote.

Os machos adultos e os filhotes têm aparência bastante diferente da fêmea. Eles são menores, com cerca de um sexto do tamanho de uma fêmea adulta. Os filhotes têm uma carapaça marrom, com um abdômen predominantemente branco que tem uma série de diamantes vermelho-alaranjados ao longo da região dorsal, delimitados em ambos os lados por linhas pretas irregulares. Os machos mantêm essa coloração até a idade adulta. Devido ao seu tamanho muito menor, Urquhart acreditava que o macho era uma espécie separada e o chamou de Theridion melanozantha. Isso não foi corrigido até 1933, quando foi corretamente identificado como o macho Latrodectus katipo.

## Habitat

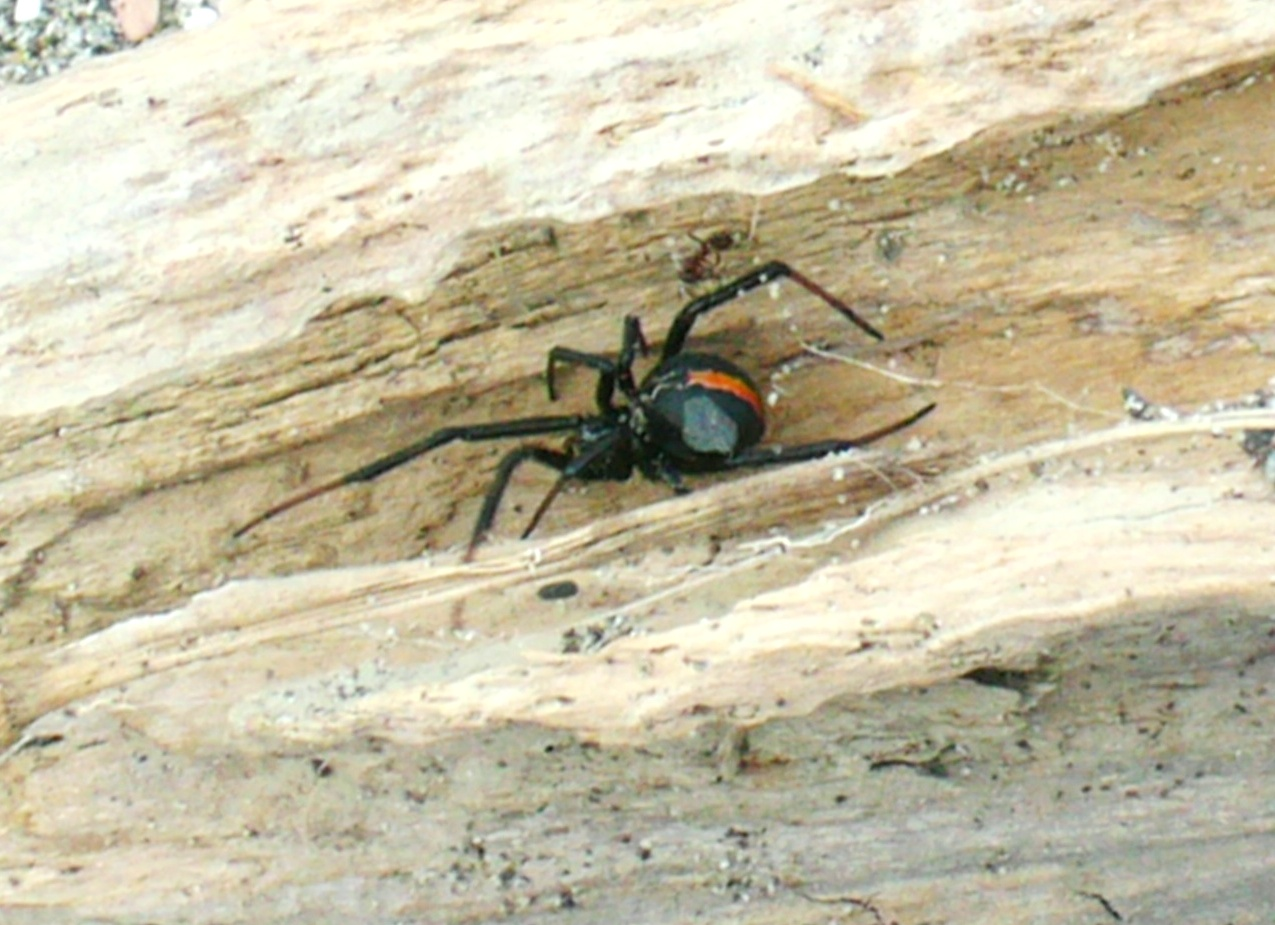
Uma katipo sob um pedaço de madeira.

A katipo é restrita a um habitat altamente especializado e só é encontrada próximo à costa, entre dunas de areia. Em geral, elas residem na parte terrestre das dunas mais próximas da costa, onde estão mais protegidas das tempestades e do movimento da areia. Às vezes, podem estar associadas a dunas a vários quilômetros do mar quando essas dunas se estendem para o interior por longas distâncias.
As teias são normalmente estabelecidas em plantas de dunas de baixo crescimento e em outras vegetações, como  Ficinia spiralis ou Ammophila arenaria. Elas também podem construir suas teias sob troncos, pedras ou outros detritos, como latas ou garrafas vazias. As teias são quase sempre construídas sobre a areia aberta e perto do solo para capturar insetos rastejantes para alimentação. As aranhas que habitam as gramíneas das dunas constroem suas teias em espaços abertos entre os tufos de grama, enquanto as aranhas que habitam áreas de arbustos o fazem na parte inferior de uma planta que cobre a areia aberta. Descobriu-se que esses trechos de areia aberta são necessários para que as aranhas construam suas teias, pois as plantas que envolvem as dunas de areia em uma cobertura densa, como plantas exóticas como Pennisetum clandestinum, criam um ambiente inadequado para a construção de teias. Portanto, a katipo prefere tecer sua teia entre as plantas Ficinia spiralis, pois o padrão de crescimento dessa planta deixa trechos de areia entre cada planta. O vento pode então soprar insetos e outras presas através dessas lacunas e para dentro da teia. A grama marram foi amplamente plantada na Nova Zelândia para ajudar a estabilizar as dunas de areia e substituiu amplamente a Ficinia spiralis em muitas áreas. Como a grama marram cresce em uma formação muito apertada, deixando apenas pequenas lacunas entre os tufos, isso dificulta que a katipo construa uma teia adequada para capturar presas.
Como outras aranhas da família Theridiidae, a teia é um emaranhado desorganizado e irregular de seda de textura fina. Ela tem formato de rede e é composta de seda branca-amarelada opaca. A teia consiste em uma base ampla com muitos fios de suporte acima e abaixo, incluindo vários cabos de sustentação pegajosos ancorados em detritos na areia. Uma saída em forma de cone é construída na parte inferior da teia, embora a katipo normalmente possa ser encontrada próxima ao corpo principal da teia. As plantas nas quais ela constrói sua teia fornecem suporte e abrigo para o ninho.

## Área de distribuição

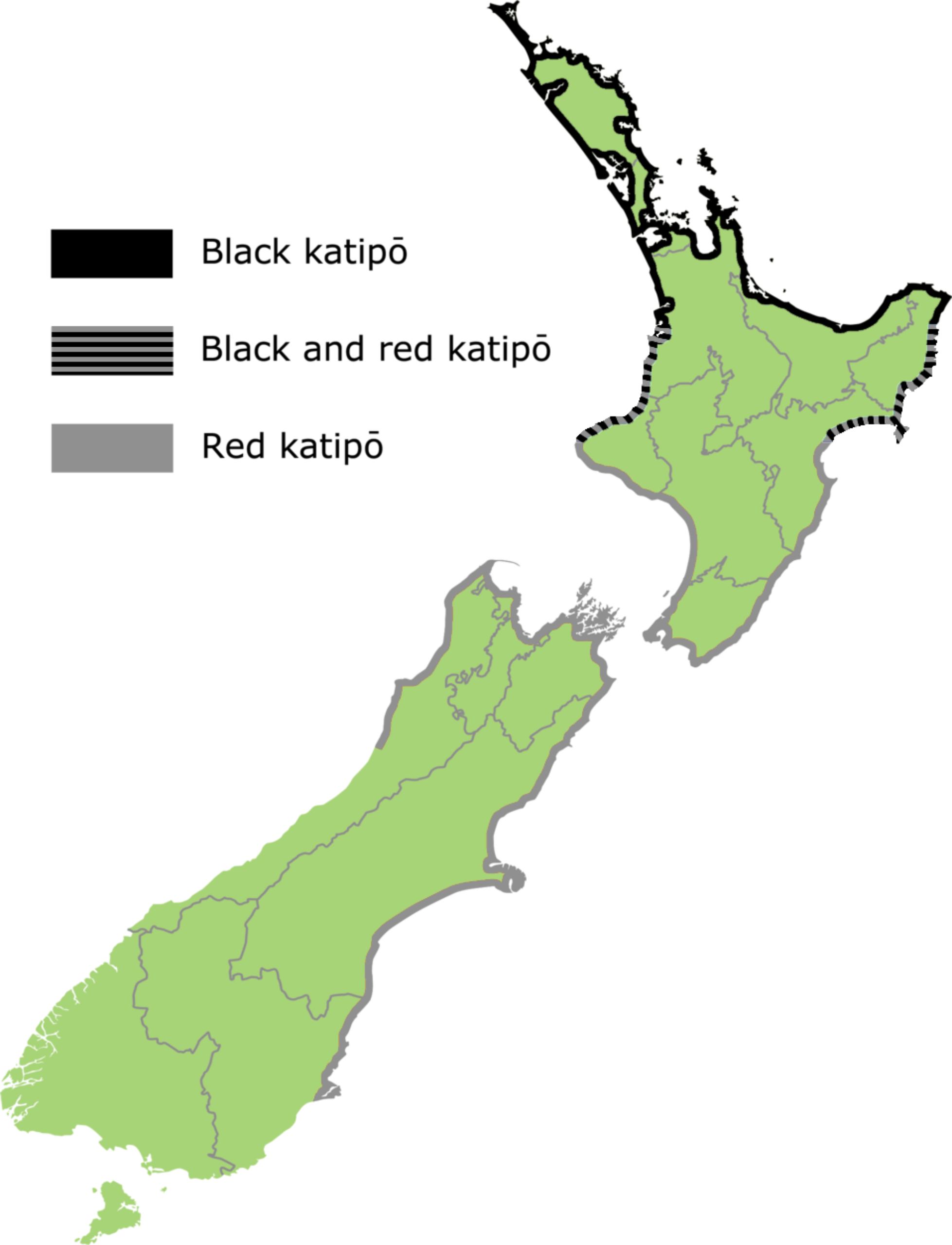
Área de distribuição das aranhas katipo.

A katipo é endêmica da Nova Zelândia. Na Ilha Norte, ela é encontrada ao longo da costa oeste, de Wellington a  Cabo Norte. Na costa leste da Ilha Norte, ocorre de forma irregular, mas é abundante na Ilha Great Barrier. Na Ilha Sul, é encontrada nas regiões costeiras ao sul de Dunedin, na costa leste, e ao sul de Greymouth, na costa oeste. Esse limite sul se deve ao fato de a katipo precisar de temperaturas superiores a cerca de 17 °C para ser mantida durante o desenvolvimento de seus ovos - nas áreas do sul da Nova Zelândia, normalmente é mais frio do que isso.
A katipo vermelha é encontrada ao sul de aproximadamente 39°15′ S (a ponta oeste de Taranaki, na costa oeste, e ao norte da praia de Waipatiki [en], na Baía de Hawke, na costa leste). A katipo preta é encontrada ao norte de aproximadamente 38° S (Aotea Harbour [en], ao norte de Kawhia Harbour [en], na costa oeste, e Baía de Waipiro [en] e ao sul da Baía de Plenty, na costa leste). Ambas as formas são encontradas na área entre essas latitudes.

## Comportamento

### Dieta
A katipo normalmente captura invertebrados terrestres, como besouros (por exemplo, Cecyropa modesta) ou anfípodes (por exemplo,  Bellorchestia quoyana), mas ocasionalmente pode capturar mariposas, moscas e outras aranhas. As aranhas podem capturar insetos muito maiores do que elas. Esses insetos maiores geralmente ficam emaranhados na teia e, na luta que se segue, a linha de ancoragem da teia se rompe. A elasticidade da seda faz com que a presa fique suspensa a alguns centímetros do chão. A katipo então se desloca até a presa, vira-se de modo que as fiandeiras fiquem voltadas para o inseto e gira a seda sobre ele. Como a maioria dos membros da família Theridiidae, os tarsos das patas traseiras têm uma fileira de cerdas fortes e curvas, dispostas como um pente. A katipo usa essas cerdas para retirar a seda pegajosa de suas fiandeiras e lançá-la sobre o inseto com uma série de movimentos rápidos. Depois que o inseto está firmemente imobilizado, a aranha o morde várias vezes, geralmente nas articulações, antes de fiar mais seda para fortalecer a teia e, em seguida, dar uma última mordida longa que acaba matando o inseto. A aranha então move a presa para dentro da teia até que ela esteja pronta para comer. Se o alimento estiver prontamente disponível, é comum ver cinco ou seis insetos pendurados na teia esperando para serem ingeridos. O comportamento de caça do macho é semelhante ao da fêmea, embora possa não ser tão vigoroso devido ao seu tamanho menor.

### Reprodução
O macho vagueia quando adulto e, em agosto ou setembro, procura as teias das fêmeas para acasalar. O macho entra na teia da fêmea e vibra a seda ao se aproximar dela. Em geral, a fêmea é agressiva no início e expulsa o macho da teia. O processo de cortejo consiste no fato de o macho balançar, arrancar e mexer na teia, além de períodos de aproximação cautelosa e de ser perseguido pela fêmea. Por fim, quando ela se torna dócil e permite que ele se aproxime, o macho se aproxima da fêmea enquanto ela fica pendurada de cabeça para baixo na teia. O macho se move para o abdômen ventral dela, batendo rapidamente até que ela se mova para alinhar o abdômen dele com o dela. Em seguida, ele insere os pedipalpos um de cada vez, deixando a fêmea entre cada inserção. A cópula ocorre em um período de 10 a 30 minutos. Após o acasalamento, o macho se retira para se arrumar, o que é feito passando os pedipalpos e as pernas pelas presas e limpando-as pelo corpo. O macho não é comido pela fêmea, ao contrário de algumas outras aranhas viúvas.

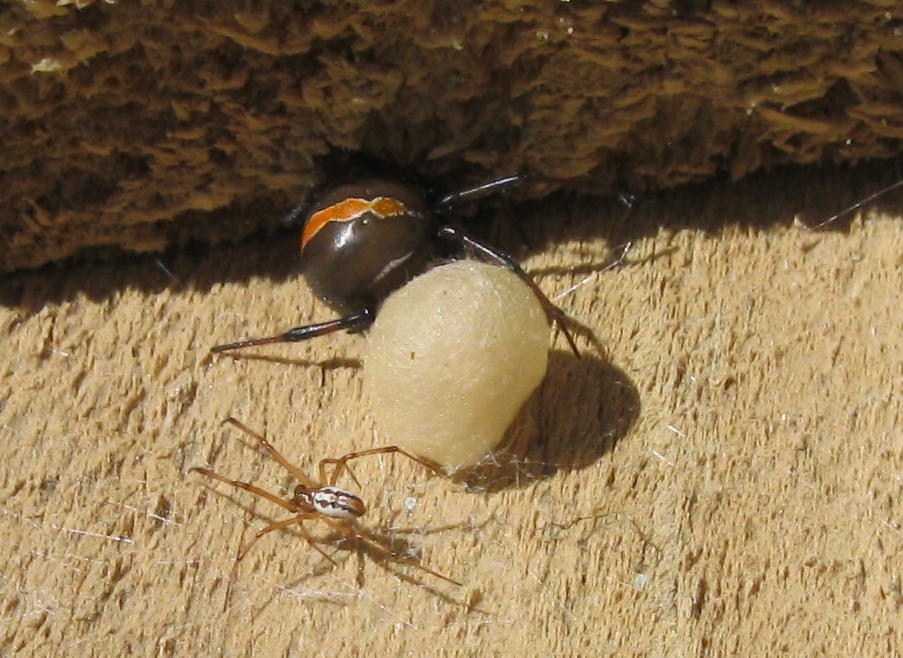
Fêmea de katipo com saco de ovos na praia de Rangaiika.

As fêmeas põem seus ovos em novembro ou dezembro. Os ovos são redondos, do tamanho aproximado de uma semente de mostarda, e são transparentes e vermelho-arroxeados. Eles são mantidos juntos em um saco de ovos redondo, de cor creme, em forma de bola, com cerca de 12 milímetros de diâmetro. A fêmea constrói cinco ou seis sacos de ovos durante as próximas três a quatro semanas. Cada saco de ovos contém cerca de 70 a 90 ovos fertilizados. Os sacos de ovos são pendurados no centro da teia da aranha e a fêmea tece mais seda sobre eles. Com o tempo, a parte externa do saco de ovos pode ficar coberta de areia. Após seis semanas de incubação, durante janeiro e fevereiro, os filhotes eclodem. As aranhas jovens então se dispersam da teia. Pouco se sabe sobre o mecanismo de dispersão que os filhotes de aranha usam para se afastar do ninho. Em um estudo, observando aranhas durante 24 horas, 28% usaram o método de balonismo, no qual as aranhas jovens usam correntes de ar para se afastar do ninho suspensas por um único fio de teia, enquanto a maioria, 61%, usou o método de ponte, no qual a aranha usa sua seda para se deslocar para plantas próximas, e 11% ainda permaneceram no ninho. Os filhotes atingem a maturidade sexual total na primavera seguinte.
A relação próxima entre a katipo e a Latrodectus hasseltii é demonstrada durante o acasalamento. Um macho de Latrodectus hasseltii é capaz de acasalar com sucesso com uma fêmea de katipo, produzindo um descendente híbrido. No entanto, uma katipo macho não pode acasalar com a Latrodectus hasseltii fêmea, pois a katipo macho é mais pesada do que a Latrodectus hasseltii macho e, quando se aproxima da teia, desencadeia uma resposta predatória na fêmea, fazendo com que o macho seja comido antes que o acasalamento ocorra. Há evidências de cruzamento entre katipo e Latrodectus hasseltii na natureza.

## Predadores
A katipo tem apenas um predador direto conhecido: uma pequena vespa nativa não descrita, da família Ichneumonidae, foi observada se alimentando dos ovos da katipo.

## Declínio populacional
A katipo é uma espécie em perigo e recentemente foi ameaçada de extinção. Estima-se que restem apenas alguns milhares de katipo em cerca de 50 áreas na Ilha Norte e 8 áreas na Ilha Sul, o que o torna mais raro do que algumas espécies de kiwi. Vários fatores contribuíram para o seu declínio; os principais parecem ser a destruição de habitat e a diminuição da qualidade do habitat restante. A interferência humana em seu habitat natural vem ocorrendo há mais de um século após a colonização europeia. A modificação das dunas costeiras resultante da agricultura, engenharia florestal ou planejamento urbano, juntamente com atividades recreativas como o uso de bugues de praia, veículos off-road, hipismo praticado na praia e coleta de troncos, destruíram ou alteraram as áreas onde a katipo vive. A introdução de muitas plantas exóticas invasoras também contribuiu para o declínio do habitat adequado.

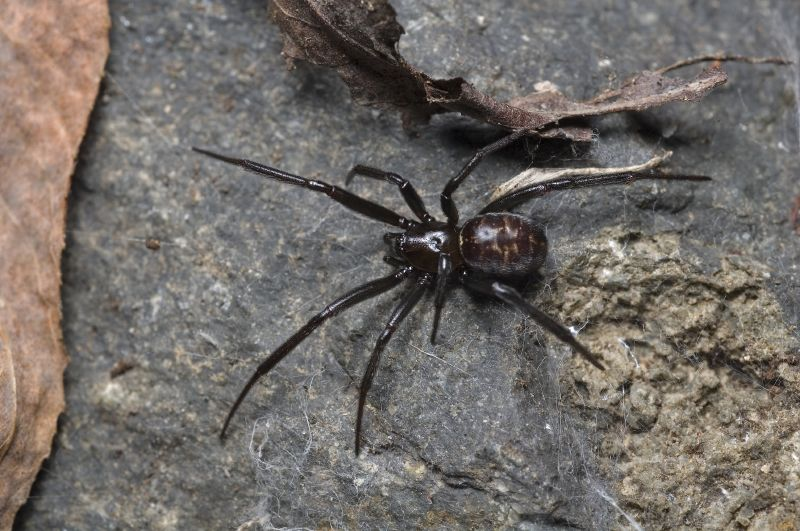
en, a "falsa katipo".

As aranhas estrangeiras colonizaram áreas onde o habitat adequado permanece. A principal colonizadora é a aranha sul-africana  Steatoda capensis. Ela foi relatada pela primeira vez na década de 1990 e pode ter deslocado a katipo ao longo da costa oeste da Ilha Norte, de Wellington a Whanganui, embora tanto a katipo quanto a S. capensis tenham sido encontradas compartilhando os mesmos sistemas de dunas ou até mesmo coexistindo sob o mesmo pedaço de madeira, sugerindo que as duas espécies podem coexistir em habitats semelhantes. É possível que o deslocamento da katipo pela S. capensis se deva à sua capacidade de recolonizar áreas das quais a katipo foi deslocada após tempestades ou outras modificações nas dunas. Além disso, a S. capensis se reproduz durante todo o ano, produz mais descendentes e vive em uma variedade maior de habitats, o que leva a uma pressão maior sobre a katipo. A S. capensis também pertence à família Theridiidae e compartilha muitas das características da katipo. Ela tem tamanho, forma e coloração geral semelhantes, mas não tem a faixa vermelha no dorso e pode ter um pouco de vermelho, laranja ou amarelo no abdômen. Devido a essas semelhanças, é comumente conhecida na Nova Zelândia como “falsa katipo”.
Em 2010, a katipo foi uma das dezenas de espécies de invertebrados anteriormente desprotegidos que receberam proteção total de acordo com a Lei de Vida Selvagem de 1953, considerada “icônica, vulnerável a danos e em sério declínio”. De acordo com a lei, matar uma espécie absolutamente protegida, como a katipo, é punível com multa ou até prisão.

## Toxicologia
A katipo tem veneno que é clinicamente significativo para os seres humanos, embora as picadas sejam raras. A incidência de picadas é baixa, pois é uma aranha tímida e não agressiva. Seu alcance estreito, a diminuição da população e a consciência humana de onde vivem significam que os humanos raramente encontram a katipo. A katipo só morde como último recurso; se incomodada, a aranha geralmente se dobra em uma bola e cai no chão ou se retira para a cobertura mais próxima. Se a ameaça continuar, a aranha pode lançar seda contra a interferência. Quando é contida de alguma forma ou mantida contra a pele, como se estivesse emaranhada em uma roupa, a aranha morde defensivamente. No entanto, se a fêmea estiver com um saco de ovos, ela permanecerá perto dele e, às vezes, se moverá ofensivamente para morder qualquer ameaça.
As picadas das aranhas katipo produzem uma síndrome conhecida como latrodectismo [en]. Acredita-se que os venenos de todas as aranhas Latrodectus contenham componentes semelhantes, sendo a neurotoxina α-latrotoxina [en] o principal agente responsável. A maioria das picadas é causada por aranhas fêmeas; a katipo macho foi considerada pequena demais para causar envenenamento sistêmico em seres humanos. No entanto, foram relatadas picadas de aranhas Latrodectus hasseltii macho, sugerindo que as aranhas Latrodectus macho podem causar envenenamento em seres humanos. As picadas de aranhas machos são muito mais raras do que as de fêmeas, talvez devido ao fato de suas mandíbulas serem menores, e não à falta de veneno de potência semelhante à das fêmeas ou à incapacidade de administrar uma picada eficaz. As lendas maoris lembram muitas mortes, a última das quais parece ter sido uma menina maori que - de acordo com o missionário Thomas Chapman - morreu aproximadamente em 1849. Embora houvesse relatos de picadas graves de katipo em registros do século XIX ou início do século XX, nenhuma outra fatalidade causada por picadas de aranha foi relatada na Nova Zelândia desde então. A fatalidade mais recente parece ter sido em 1901, conforme relatado no Evening Post em 25 de setembro daquele ano: “AUCKLAND, neste dia. O Sr. George Twidle, de 47 anos, filho do Sr. George Twidle, de Pukekohe, foi picado por uma aranha katipo em 16 de setembro. Seu braço inchou e ele sofreu muita dor até o último sábado, quando morreu. Ele deixa uma viúva e vários filhos." As mordidas de katipo mais recentes relatadas (a partir de 2016) foram em um turista canadense em 2010 e em um caiaqueiro em 2012.

### Sintomas
As características clínicas do latrodectismo são semelhantes para todas as espécies de aranhas Latrodectus. Geralmente é caracterizada por dor extrema. Inicialmente, a picada pode ser dolorosa, mas às vezes parece apenas uma picada de alfinete ou uma leve sensação de queimação. Em uma hora, as vítimas geralmente desenvolvem dor local mais intensa, com sudorese local e, às vezes, arrepios. A dor, o inchaço e a vermelhidão se espalham proximalmente do local. Menos comumente, o envenenamento sistêmico é anunciado por linfonodos inchados ou sensíveis; as características associadas incluem mal-estar, náusea, vômito, dor abdominal ou torácica, sudorese generalizada, dor de cabeça, febre, hipertensão e tremor. Complicações raras incluem crise epiléptica, coma, edema pulmonar, insuficiência respiratória ou infecção localizada da pele. A duração dos efeitos pode variar de algumas horas a dias, com dor intensa persistindo por mais de 24 horas após a mordida em alguns casos.

### Tratamento
O tratamento é baseado na gravidade da picada; a maioria dos casos não requer cuidados médicos e os pacientes com dor localizada, inchaço e vermelhidão geralmente requerem apenas a aplicação local de gelo e analgésicos de rotina. A avaliação hospitalar é recomendada se a analgesia simples não resolver a dor local ou se ocorrerem características clínicas de envenenamento sistêmico. Em mordidas mais graves, pode ser administrado o antiveneno de Latrodectus hasseltii. O antiveneno de Latrodectus hasseltii também pode neutralizar o veneno de katipo, e é usado para tratar o envenenamento por Latrodectus katipo na Nova Zelândia. Ele está disponível na maioria dos principais hospitais da Nova Zelândia. O antiveneno geralmente alivia os sintomas do envenenamento sistêmico e é indicado para qualquer pessoa que apresente sintomas consistentes com o envenenamento por Latrodectus. Ao contrário de outros antivenenos, ele não se limita a pacientes com sinais de envenenamento sistêmico grave. As indicações específicas para o uso do antiveneno são dor local ou generalizada, sudorese ou hipertensão. No entanto, faltam boas evidências para apoiar a eficácia dos antivenenos para aranhas viúvas e estudos lançaram algumas dúvidas sobre a eficácia dos antivenenos contra o latrodectismo. Agentes para tratamento da dor, como opiáceos parenterais ou benzodiazepínicos, podem ser necessários como agentes adjuvantes.